# 송한 교
송한교(베트남어: Cầu Sông Hàn / 한국 한자: 橋瀧瀚)는 베트남 다낭에 있는 다리이다. 다낭은 한강 서안에 있고, 동쪽으로는 해변이 있다. 송한(Sông Hàn)은 다낭을 남북으로 가로지르는 한강을 의미한다.
1997년에 착공하여, 2000년에 완공되었으며, 강을 가로지르는 최대 구간의 길이가 201m에 이르는 다리이다. 다낭 시내 중심은 한강의 서쪽에 있고, 해변은 동쪽에 있다. 송한교는 관광객이 호텔에서 해안으로 갈 때의 경로가 된다. 이 다리는 베트남에서 건설된 최초의 도개교이기도 다낭의 경관에 있어서도 중요한 존재가 되고 있다. 밤에는 선박의 항해를 가능하게 하기 위해 다리가 가동교가 되면서 조명이 밝혀지고, 한강 다리의 통행이 금지된다. 다리 주변에는 다낭문화센터가 있다.

## 개요
송한교는 다낭 사람들에 의해 만들어졌다. 베트남에 건설된 최초의 선개교(Swing Bridge)이다. 베트남 시내 풍경의 중요한 포인트가 되었다.
송한교가 완공된 직후, 계약자인 팜민통이 체포되었다. 뇌물을 준 혐의로 기소되어 구속되었지만, 뇌물을 받은 사람들은 밝혀지지 않았다.
자유 아시아 방송에 따르면, 다낭 시의 인민조사단은 문서 번호 73/ KSDT - KT (2000년 10월)과 문서 번호 77/ KSDT/KT (2000월)을 베트남 최고 인민 검찰단과 팜지엔(당시 다낭 공산당 서기)에게 응우옌 바 타인이 팜민통으로부터 44억동을 다낭의 송한교 공사와 남북 거리 프로젝트에 대한 뇌물로 받았다고 보냈다. 그러나 이 사건은 결국 기각되었다. 베트남의 대중매체(휴먼 라이츠 워치, 국경 없는 기자회에 따르면 모든 것이 정부에 의해 엄격히 통제되었다고 전한다.)들은 검열을 받았으며, 심지어 응우옌 바 타인이 다낭 시 발전을 위해 많은 기여를 했다고 보도하기도 했다.

## 갤러리

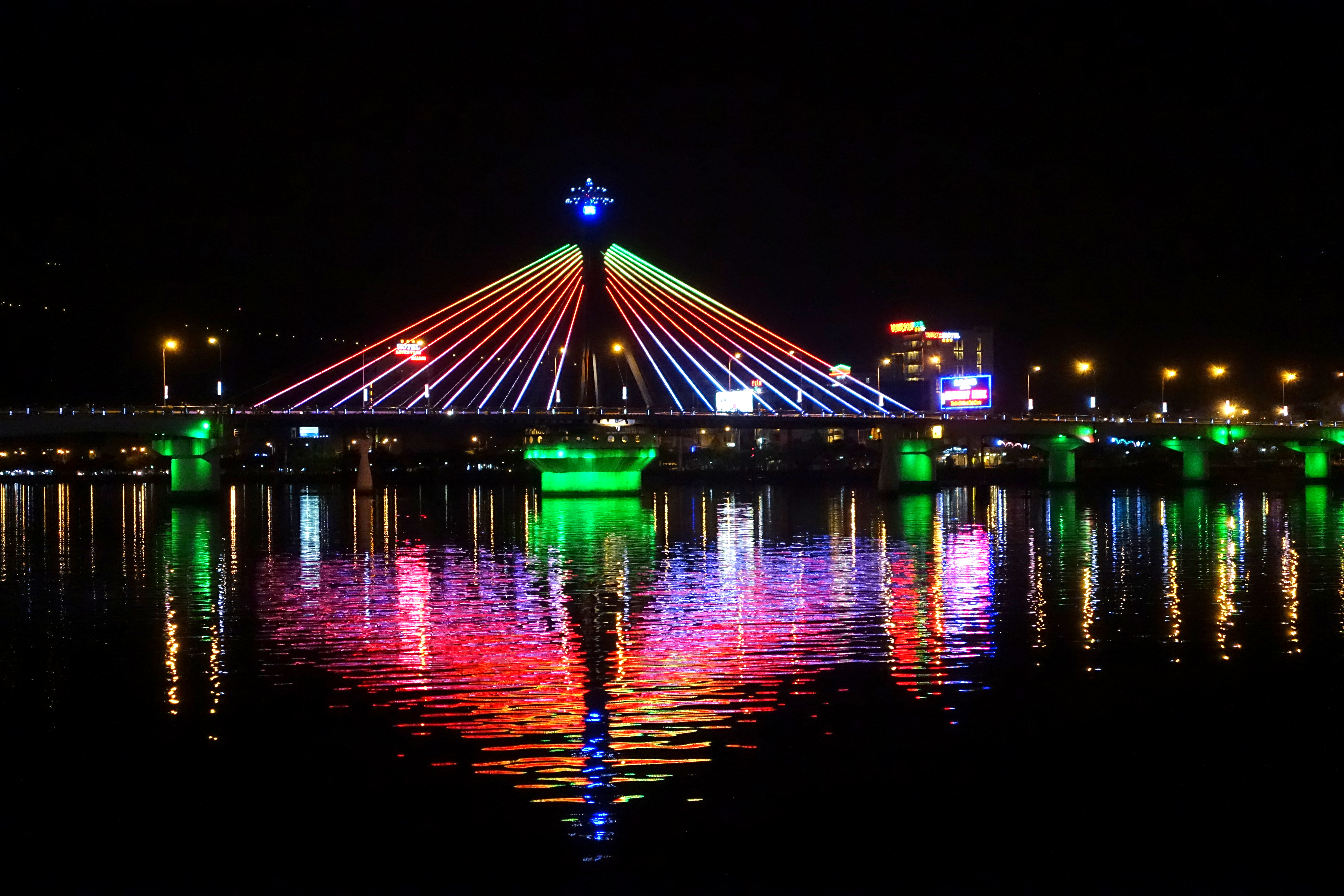
송한교 야경
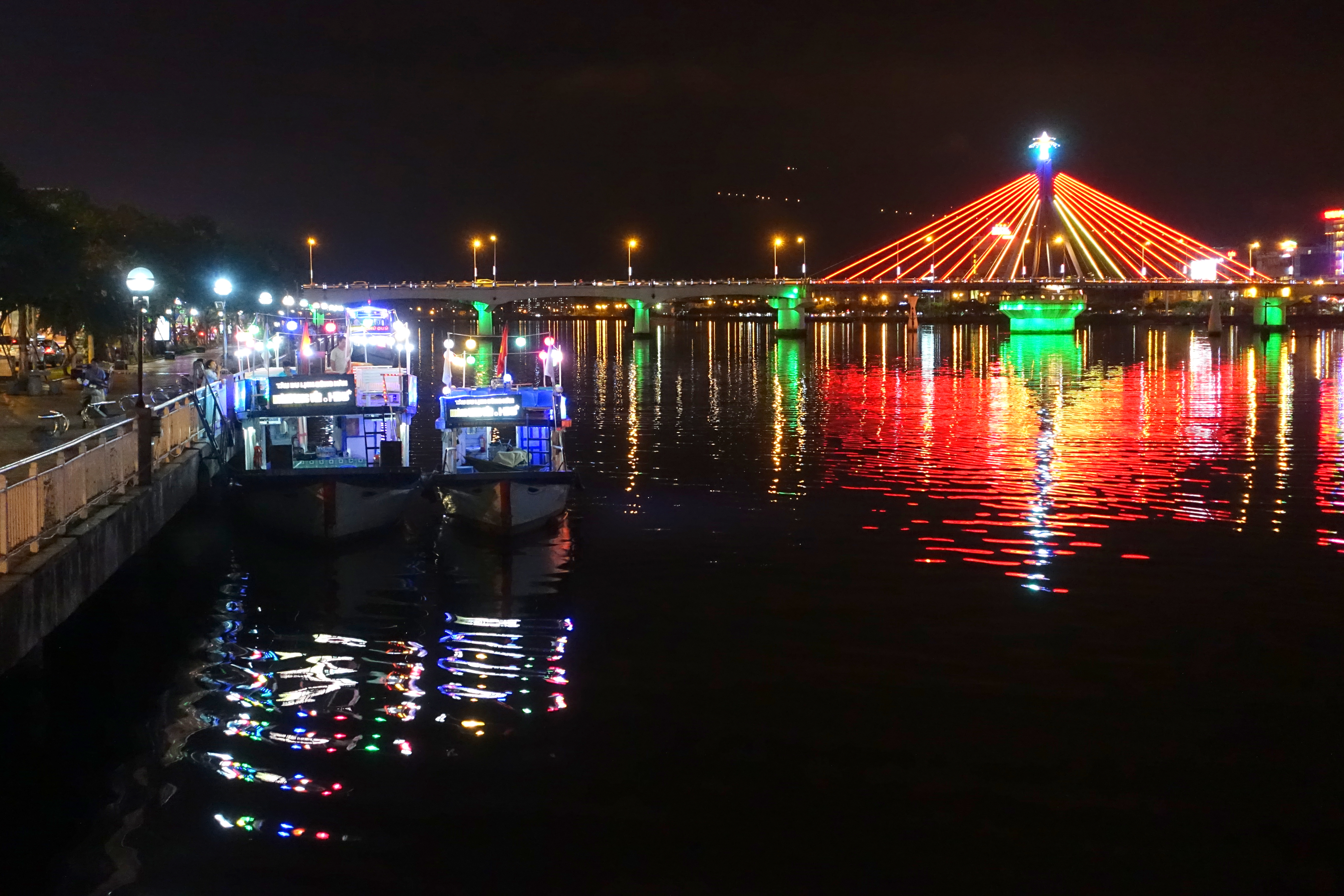
송한교 야경
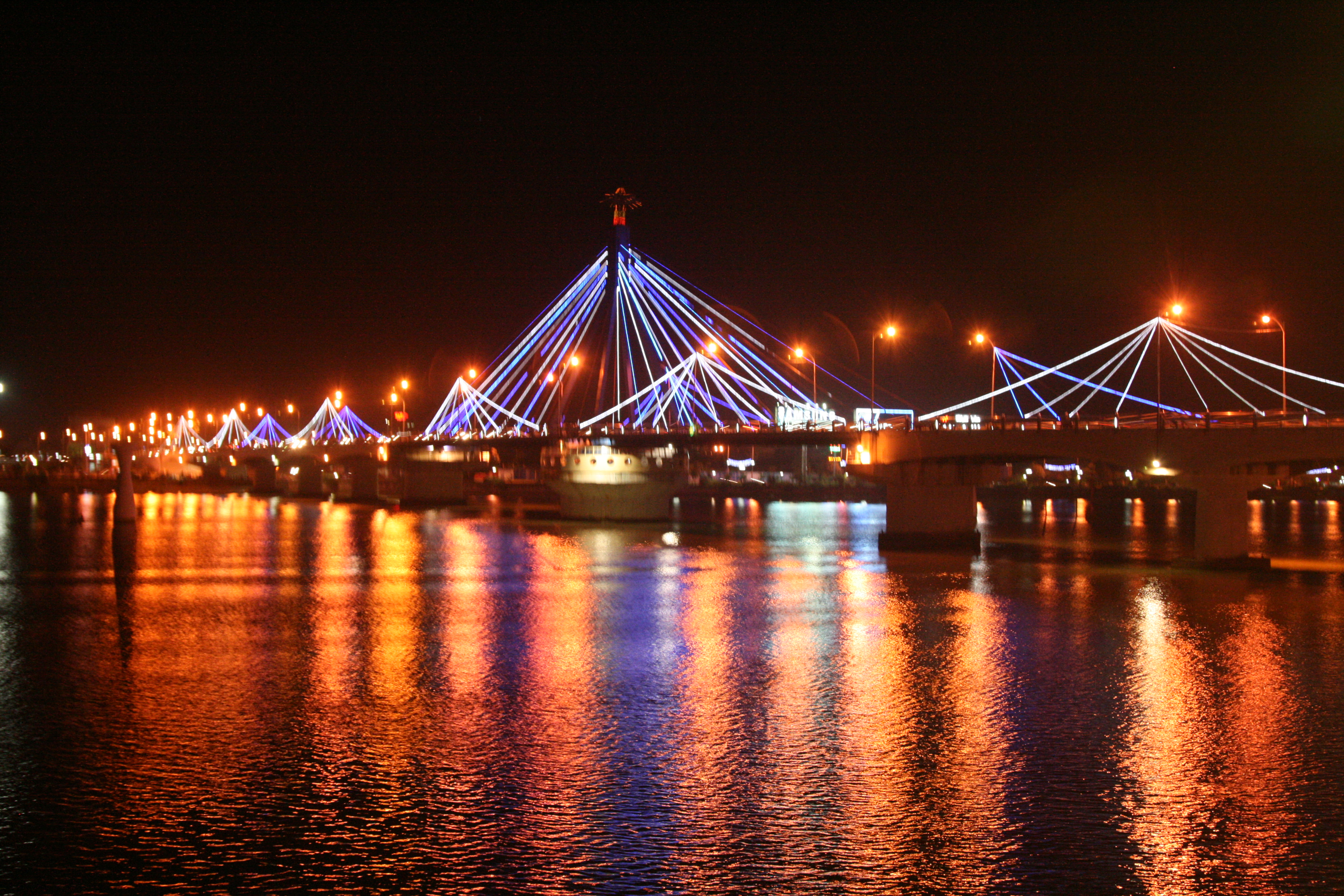
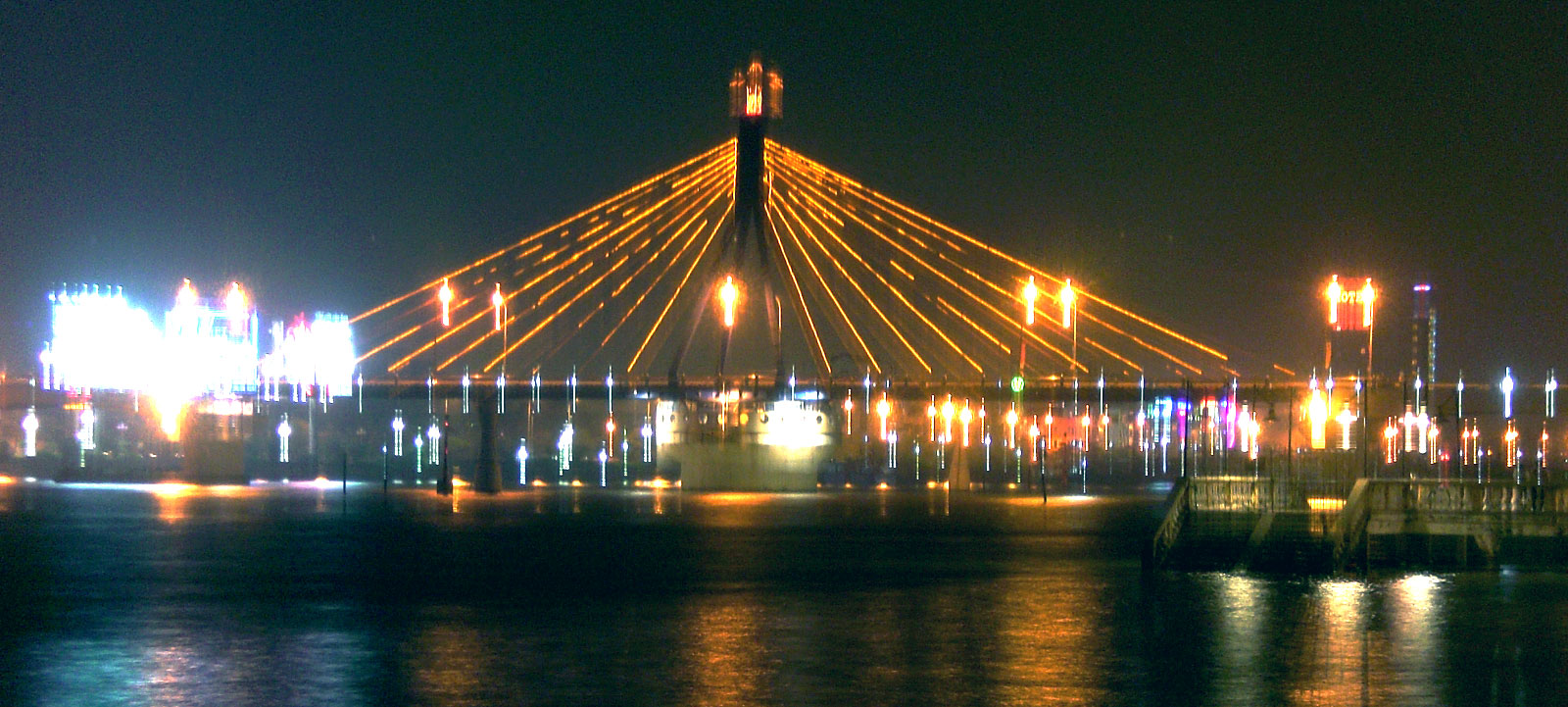
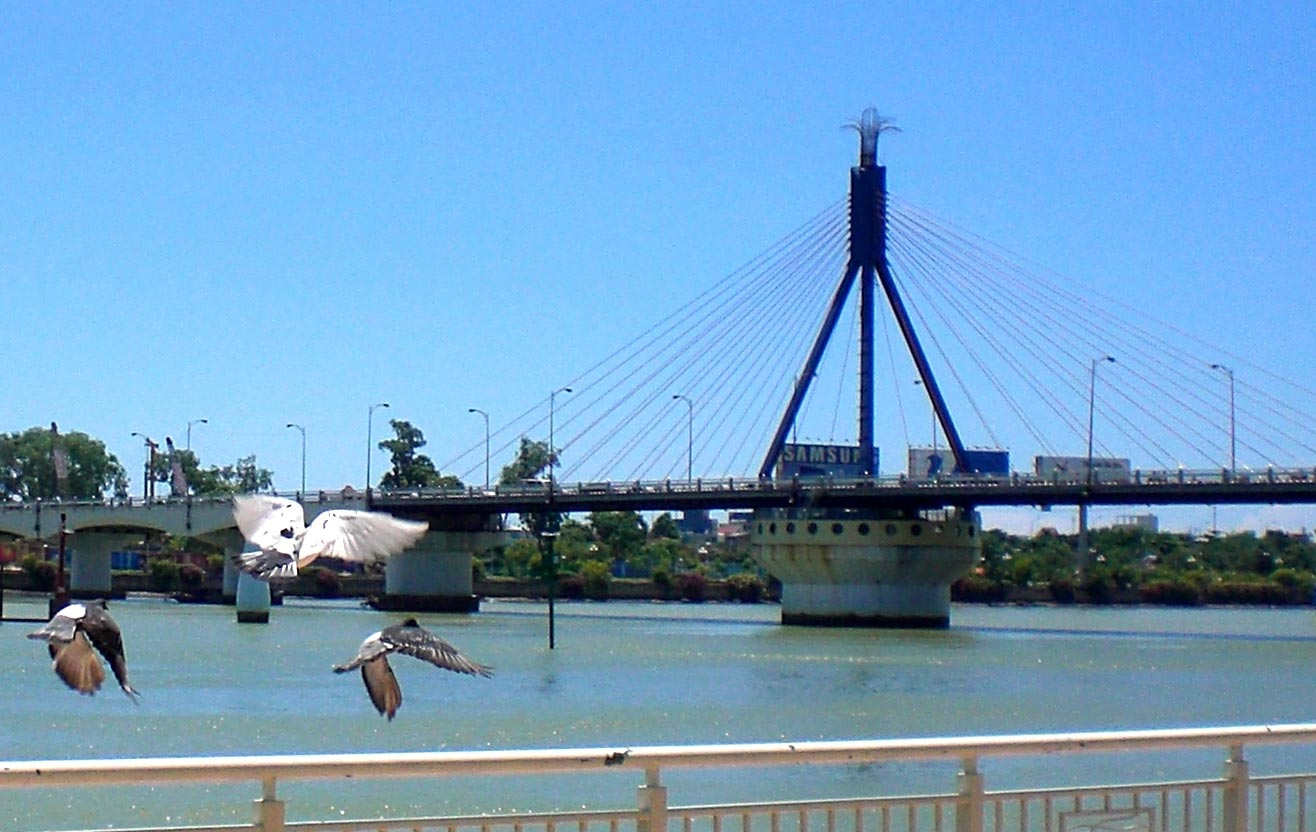
주간
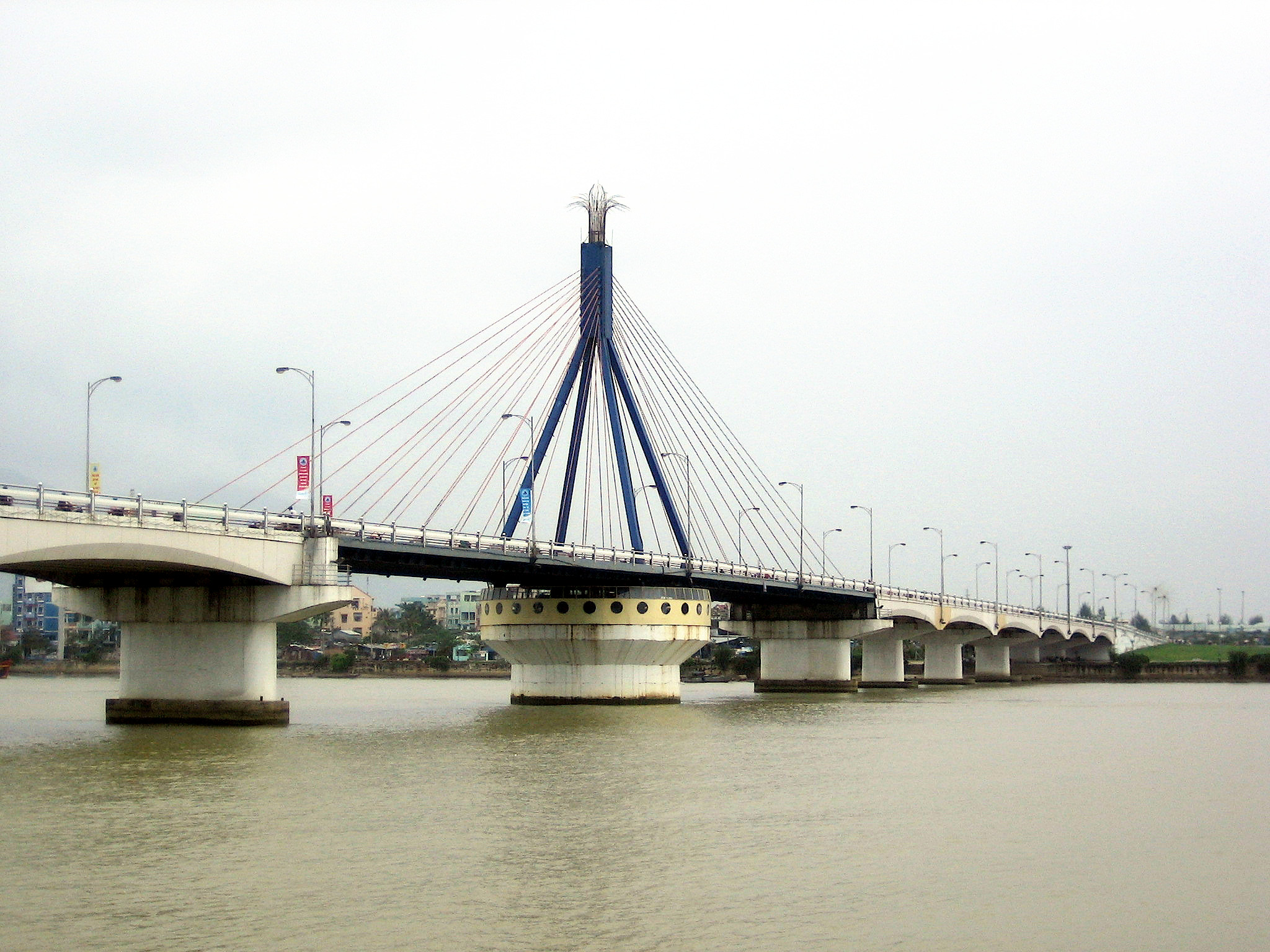
주간
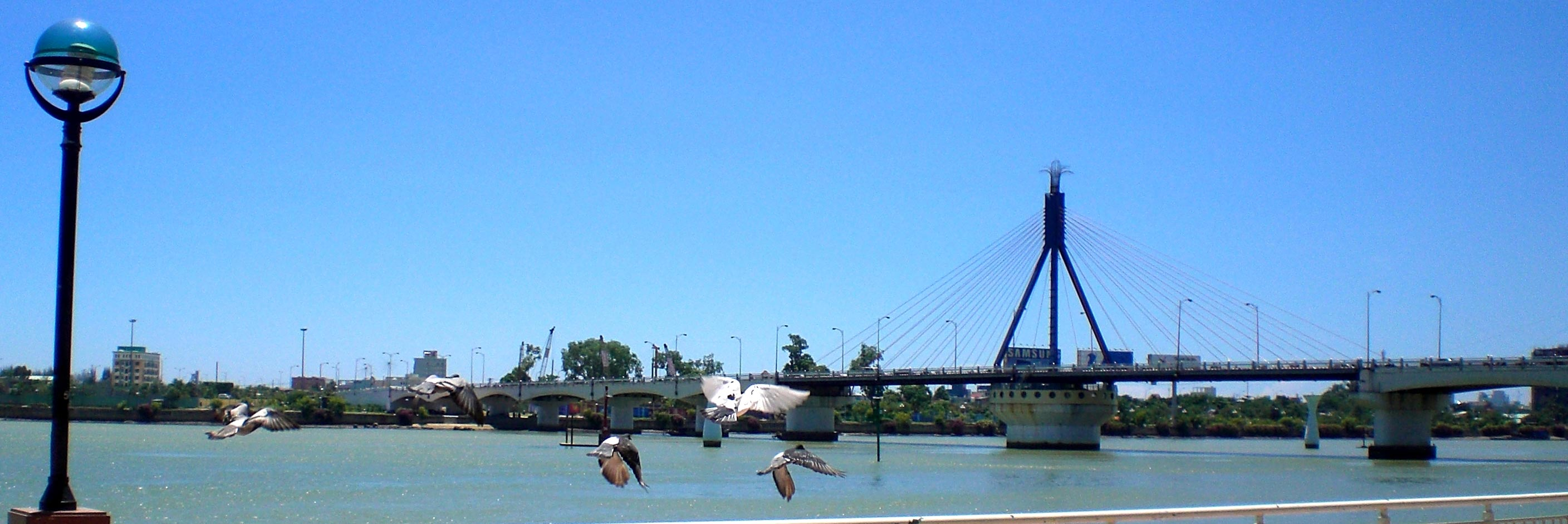
주경
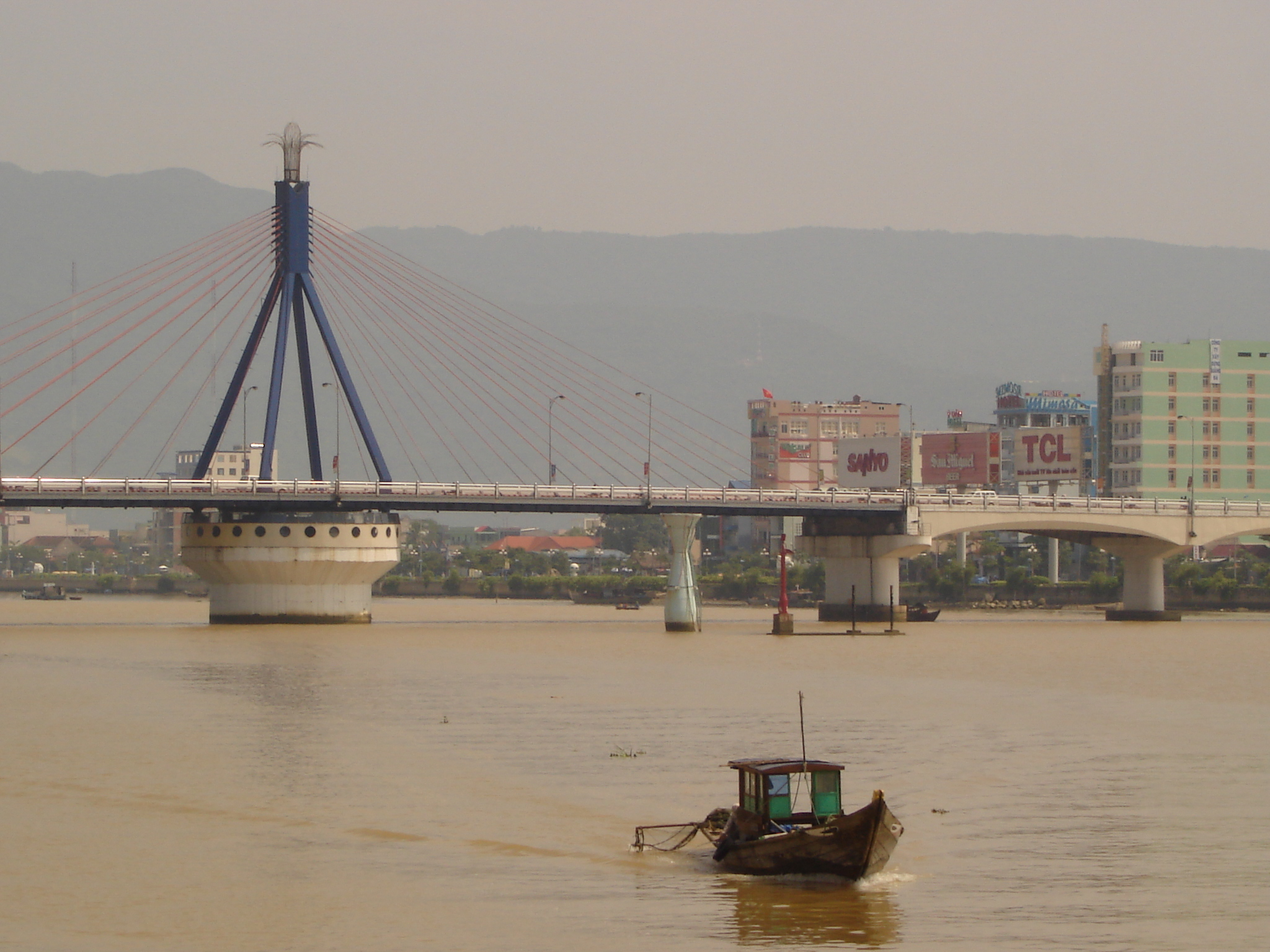
낮에 보는 풍경

## 같이 보기
- 롱 교
- 투언안프억 교
- 쩐티리 교